# Stelis lankesteri
Stelis lankesteri är en orkidéart som beskrevs av Oakes Ames. Stelis lankesteri ingår i släktet Stelis och familjen orkidéer. Inga underarter finns listade i Catalogue of Life.